# Interestatal 180 (Illinois)
La Interestatal 180 (abreviada I-180) es una autopista interestatal ubicada en el estado de Illinois. La autopista inicia en el sur desde la IL 26  , IL 71   en Hennepin hacia el norte en la I 80     en Princeton. La autopista tiene una longitud de 21,2 km (13.19 mi).

## Mantenimiento
Al igual que las carreteras estatales, las carreteras federales, la Interestatal 180 es administrada y mantenida por el Departamento de Transporte de Illinois por sus siglas en inglés IDOT.

## Cruces
La Interestatal 180 es atravesada principalmente por la  US 6     en Princeton.